# Hans Memminger
Hans Memminger (* 22. März 1936 in München; † 5. August 2009) war ein deutscher Autor, Filmemacher und Expeditionskanute.

## Leben
Memminger ist in Bad Tölz aufgewachsen. Sein Großvater war Flößer, dadurch hatte Memminger schon in der Kindheit Bezug zum Wasser. Bei seinem Großvater entdeckte und beobachtete er die ersten Kanuten, was sein Interesse am Kanusport weckte. Das Paddeln lernte er dann im Kanuverein.
Mit einer geliehenen Kamera machte er Filmaufnahmen bei einer Paddelausfahrt und führte den Film später im Vereinsheim vor. Seine Vorführungen fanden regen Zuspruch, so dass er auch in andere Kanuvereine eingeladen wurde. In der Folge kaufte sich Memminger eine eigene Filmkamera und filmte mehrere Kanuaktionen, womit er sich schon in jungen Jahren einen Ruf in der Szene erarbeitete.
Nach seinem Studium der Feinmechanik und Optik war Memminger zunächst als Kamerakonstrukteur tätig. Seine Bekanntheit als Kanufilmer brachte ihn in Kontakt mit dem Bergsteiger und Expeditionsleiter Günter Hauser. Hauser war auch Konsul von Nepal und lud Memminger als Kameramann auf eine Nepal-Expedition ein. Von da an stieg Memminger auf Expeditionspaddeln und Dokumentationsfilmen um, die Filme präsentierte er auf zahlreichen Vortragsreisen. Zusätzlich arbeitete er als Werbefilmer und als Berater für Big Pack.
Hans Memminger lebte bis zu seinem Tod am 5. August 2009 nach schwerer Krankheit im oberbayrischen Feldkirchen, wo er auch bestattet ist.

## Werke
Memmingers erster professioneller Dokumentationsfilm Die Teufelsschlucht entstand 1976 auf der Expedition mit Günter Hauser in Nepal. Er filmte die Erstbefahrung der welttiefsten Schlucht Kali Gandaki mit dem Kajak. Auf der Nepal-Reise wurden auch weitere Flüsse wie Trishuli, Marsyangdi und Seti befahren und die Befahrung dokumentiert. Dieser Dokumentarfilm der gesamten Nepal-Expedition, Kajak Himalaya, wurde beim Bergfilmfestival in Trient mit dem Preis der Nationen ausgezeichnet. Für den Tourismus in Nepal entwickelte Memminger gemeinsam mit der Firma Metzeler ein Raft, und schulte Sherpas als Raftguides.
In der Folge der Nepal-Expedition erhielt Memminger eine Einladung in das Königreich Bhutan. Das damals weitgehend verschlossene Königreich wollte sich dem kontrollierten Tourismus öffnen, Memminger sollte dazu die Eignung der Flüsse für den Kanutourismus erkunden. Bei seiner dreimonatigen Arbeit wurde Memminger vom Königshaus direkt unterstützt. Das Team um Memminger sind bis heute die einzigen Personen, die die großen Flüsse Bhutans befuhren.
Auch in Nordamerika gelangen Memminger exklusive Flussbefahrungen, z. B. der Noatak oder der Turnback Canyon des Alsek Rivers in Alaska, oder der Colorado im Grand Canyon bei Jahrhunderthochwasser. Ab 1989 fuhr Memminger in einer Eismeer-Expedition rund 3000 km von Grönland nach Kanada. Bei drei weiteren Arktisexpeditionen durchquerte er die Nordwestpassage bis Gjoa Haven. Damit gelang ihm die Erstbefahrung der Nord-West-Passage mit Muskelkraft, bei der er auch Überreste der Franklin-Expedition von 1847 entdeckte.
Das Metzeler-Raft für Nepal war nicht die einzige Kanu-Entwicklung, an der Memminger beteiligt war. Bei den Vorbereitungen der Eismeer- und Arktisexpeditionen arbeitete er eng mit Toni Prijon zusammen. Das Ergebnis ist eine Expeditionsversion des Wanderkajaks Prijon Yukon, ein bis heute beliebtes Touren- und Expeditionskajak. Weiter entstand in der Beratertätigkeit für Big Pack der Schlauchkanadier XR-Trekking.

### Filme
Einige der Filme Memmingers sind:
- Die Teufelsschlucht
- Kajak Himalaya
- Colorado
- Black Waters. Kayaking in Sweden; Prijon (2006)
- Topofilm, Sieger beim 11. Internationalen Kajak-Filmfestival Rosenheim[2]